# Nebra (España)
Nebra (llamada oficialmente Santa María de Nebra) es una parroquia española del municipio de Puerto del Son, en la provincia de La Coruña, Galicia.

## Entidades de población
Entidades de población que forman parte de la parroquia:
- Belga (A Belga)
- Calo
- Campo de Prado (O Campo do Prado)
- Cans
- Carantoña
- Castrallón
- Coira
- Curro (O Curro)
- Foloña
- La Iglesia (A Igrexa)
- Orseño
- Pazo (O Pazo)
- Pedra do Lobo (A Pedra do Lobo)
- Pedreixoas (Pedreisoas)
- Perceboy (Perceboi)
- Perdigueira (A Perdigueira)
- Puílla
- Puillaboa (Puílla Boa)
- Queiro
- Quintáns
- Resúa
- Sendia
- Sobrado
- Tores
- Xosín
- Yeste (Ieste)

No aparecen en el INE, pero sí en el noménclator:
- A Aguieira
- Cadeiras
- Couto (O Couto)
- O Empalme
- Portofoloña

## Despoblado
- Escorrentada[3] (A Escorrentada)

## Demografía
| Gráfica de evolución demográfica de Nebra entre 2000 y 2021 |
|                                                             |
| Datos según el nomenclátor publicado por el INE.            |